# Makariopolsko, Tărgoviște
Makariopolsko (în bulgară Макариополско) este un sat în comuna Tărgoviște, regiunea Tărgoviște,  Bulgaria. 

## Demografie
Componența etnică a satului Makariopolsko
     Bulgari (68,73%)
     Romi (4,28%)
     Turci (22,53%)
     Nicio identificare (4,44%)
La recensământul din 2011, populația satului Makariopolsko era de 630 locuitori. Din punct de vedere etnic, majoritatea locuitorilor (68,73%) erau bulgari, existând și minorități de turci (22,53%) și romi (4,28%). Pentru 4,44% din locuitori nu este cunoscută apartenența etnică.